# Natanz e Qamsar (circoscrizione elettorale)
La Circoscrizione Natanz e Qamsar è un collegio elettorale iraniano (situato nella Provincia di Esfahan) istituito per l'elezione dell'Assemblea consultiva islamica. 

## Funzione
La Circoscrizione Natanz e Qamsar elegge 1 membro del parlamento. Attualmente Morteza Saffari Natanzi è il suo rappresentante.